# Procladius zernyi
Procladius zernyi är en tvåvingeart som beskrevs av Maurice Emile Marie Goetghebuer och Lenz 1936. Procladius zernyi ingår i släktet Procladius och familjen fjädermyggor. Inga underarter finns listade i Catalogue of Life.